# Говедарица
Говедарица је српско презиме, настало од речи говедар. Познате особе са овим презименом су:
- Дејан Говедарица (р. 1969), српски фудбалер